# Lambert (Name)
Lambert ist ein männlicher Vorname.

## Herkunft und Bedeutung
Es handelt sich um die niederdeutsche Form des Personennamens Land-berht (vgl. nhd. Lamprecht). Dieser ist von althochdeutsch lant „Land, Landbesitz“ und beraht „glänzend“ ab.

## Varianten
- Lamberta, weibliche Form dieses Namens
- Lamberto (italienisch)
- Lambertus (latinisierte Form)
- Lambrecht
- Lammert (niederländisch)
- Lämmert
- Lampert
- Lamport
- Lamprecht
- Lantpert

## Namenstag
- 9. Februar, Gedenktag des Hl. Lambert von Neuwerk
- 17. September, Sterbetag des Hl. Lambert von Maastricht
- 25. November, nicht gebotener Gedenktag im deutschen Sprachgebiet

## Vor- und Rufname

### Lambert
- Lantbert von Lyon (um 625–um 688), Abt von Fontenelle und Bischof von Lyon
- Lambert von Lüttich (um 635–um 705), Bischof von Maastricht und Heiliger
- Lambert I. von Nantes († 836/837), Graf von Nantes und Markgraf der Bretonischen Mark
- Lambert II. von Nantes (vor 834–852), Graf von Nantes
- Lambert von Spoleto (um 875–898), Römischer Kaiser und König von Italien
- Lambert I. (Löwen) († 1015), Graf von Löwen
- Lambert von Konstanz († 1018), Bischof von Konstanz
- Lambert (Sohn von Mieszko I.) (um 985–nach 991), Sohn von Mieszko I. von Polen
- Mieszko II. Lambert (um 990–1034), König von Polen
- Lambert II. (Löwen) († 1054), Graf von Löwen und Brüssel
- Lambert von Lens († 1054), Graf von Lens und Graf von Aumale
- Lambert von Grandson, von ca. 1090 bis 1097/98 Bischof von Lausanne
- Lambert de Saint-Bertin (um 1060–1125), französischer Benediktiner und Gelehrter
- Lambert de Saint-Omer (um 1120), Autor des Liber Floridus
- Lambert von Neuwerk († 1144), Propst des Klosters Neuwerk und Heiliger
- Lambert von Ilsenburg, († 1138), Bischof von Brandenburg
- Lambert (Semgallen) († zwischen 1227 und 1234) war der zweite Bischof von Semgallen und Selonien im heutigen Lettland
- Lambert (Waldsassen), Abt des Klosters Waldsassen von 1270 bis 1274
- Lambert van Duren (1371–1418), deutscher Politiker, Bürgermeister von Köln
- Lambert (Monaco) (1420–1494), Herrscher von Monaco
- Lambert Simnel (1477–um 1534), englischer Thronforderer
- Lambert von Luytge, Maler der Kölner Malerschule, der vor 1487 bis 1508 tätig war
- Lambert von Werle († 1500), Abt des Klosters Eldena
- Lambert Lombard (1505–1566), deutscher Maler
- Lampert Hinrich Röhl (auch Lambert Heinrich Roehl; 1724–1790), deutscher Mathematiker und Astronom
- Lambert Lensing (1889–1965), deutscher Zeitungsverleger und CDU-Politiker
- Lambert Horn (1899–1939), deutscher Politiker
- Lambert Schneider (1900–1970), deutscher Verleger
- Lambert Anthony Hoch (1903–1990), US-amerikanischer Bischof
- Lambert Haiböck (1905–1976), österreichischer Autor und Journalist
- Lambert Mohr (1930–2009), deutscher Unternehmer und Politiker
- Lambert Rondhuis (* 1933), deutscher Fußballspieler
- Lambert Pfeiffer (1935–1996), deutscher Fußballspieler
- Lambert Dörr (1936–2017), deutscher Ordensgeistlicher, Benediktinerabt in Tansania
- Lambert Messan (1940–2013), nigrischer Diplomat
- Lambert Haimbuchner (* 1941), österreichischer Politiker (FPÖ)
- Lambert Schneider (* 1943), deutscher Klassischer Archäologe
- Lambert Lütkenhorst (* 1948), Bürgermeister von Dorsten
- Lambert Mende (* 1953), kongolesischer Politiker
- Lambert Dinzinger (* 1956), deutscher Sportjournalist
- Lambert Wilson (* 1958), französischer Schauspieler und Bariton
- Lambert Wiesing (* 1963), deutscher Philosoph
- Lambert Ringlage (* 1966), deutscher Musiker

### Lambertus
- Lambertus Johannes Bot (1897–1988), niederländischer Autor, Antimilitarist und Anarchist
- Lambertus Johannes van Heygen (1920–2007), Erzbischof von Bertoua in Kamerun
- Lambertus Christiaan Grijns (* 1962), niederländischer Diplomat
- Lambertus Hortensius (um 1500–1574), niederländischer Humanist und römisch-katholischer Geistlicher
- Lambertus de Jong (1825–1867), siebter alt-katholischer Bischof von Haarlem
- Lambertus Peletier (1937–2023), niederländischer Mathematiker
- Lambertus Johannes Toxopeus (1894–1951), niederländischer Entomologe, Lepidopterologe und Pflanzensammler

## Familienname

### A
- Adam Lambert (* 1982), US-amerikanischer Sänger und Musicaldarsteller
- Adam Lambert (Snowboarder) (* 1997), australischer Snowboarder
- Adeja Lambert (* 1996), US-amerikanische Volleyballspielerin
- Adelaide Lambert (1907–1996), US-amerikanische Schwimmerin
- Adélard Lambert (1867–1946), kanadischer Folklorist und Autor
- Alain Lambert (Schriftsteller) (1931–2008), französischer Schriftsteller und Cellist
- Alain Lambert (Politiker) (* 1946), französischer Politiker und Finanzminister
- Alan Lambert, US-amerikanischer Basketballtrainer
- Albert Lambert (Schauspieler) (1865–1941), französischer Theater- und Stummfilmschauspieler
- Albert Bond Lambert (1875–1946), US-amerikanischer Golfer und Luftfahrtpionier
- Alexander Lambert (1863–1929), polnisch-amerikanischer Komponist, Pianist und Musikpädagoge
- Amraal Lambert († 1864), namibischer traditioneller Führer
- André Lambert (Architekt) (1851–1929), Schweizer Architekt
- André Lambert (Künstler) (1884–1967), gleichnamiger Sohn des Architekten und in Paris wirkender Künstler
- Andreas Lambert († 1894), namibischer traditioneller Führer
- Andrew Lambert (* 1956), britischer Marinehistoriker
- Anne-Louise Lambert (* 1955), australische Schauspielerin
- Arthur Lambert (1891–1983), deutscher Leichtathletiktrainer
- August Lambert (1916–1945), deutscher Pilot
- Aylmer Bourke Lambert (1761–1842), englischer Botaniker

### B
- Bernard Lambert (1931–1984), französischer Bauernführer und Politiker
- Bernhard Maria Lambert OSB (1931–2014), belgischer Ordensgeistlicher und Abt der Benediktinerabtei Kloster Scheyern
- Betty Lambert (1894–1969), belgisch-schweizerische Adelige und Fluchthelferin
- Bob Lambert (1874–1956), irischer Badminton- und Cricketspieler

### C
- Charles de Lambert (1865–1944), russisch-stämmiger Flugpionier
- Charles Lambert (Reporter) (1900–nach 1939), britischer Reporter
- Charles Lambert (Schriftsteller) (* 1953), englischer Schriftsteller
- Charles Lucièn Lambert (Lucièn Lambert Sr.; 1828/1829–1896), US-amerikanischer Komponist
- Chris Lambert (Footballspieler) (1920–2005), australischer Australian-Football-Spieler
- Chris Lambert (Rennfahrer) (1944–1968), britischer Automobilrennfahrer
- Chris Lambert (Leichtathlet) (* 1981), britischer Leichtathlet
- Chris Lambert (Baseballspieler) (* 1983), US-amerikanischer Baseballspieler
- Christophe Lambert (Unternehmer) (1964–2016), französischer Unternehmer und Filmproduzent
- Christophe Lambert (Schriftsteller) (* 1969), französischer Schriftsteller
- Christophe Lambert (Judoka) (* 1985), deutscher Judoka
- Christophe Lambert (Fussballspieler) (* 1987), schweizerisch-französischer Fußballspieler
- Christopher Lambert (* 1957), französisch-amerikanischer Schauspieler
- Christopher Lambert (Diplomat) (* 1959), US-amerikanischer Diplomat
- Christopher Sebastian Lambert (1935–1981), Labelbesitzer von Track Records, Manager der Band The Who, siehe Kit Lambert
- Claude Guillaume Lambert (1726–1794), französischer Richter und Minister
- Constant Lambert (1905–1951), britischer Komponist

### D
- Dan Lambert (* 1970), kanadischer Eishockeyspieler
- Daniel Lambert (1770–1809), englischer schwerster Mann seiner Zeit
- Dave Lambert (Sänger) (1917–1966), US-amerikanischer Jazz-Sänger
- Dave Lambert (Gitarrist) (* 1949), britischer Gitarrist und Singer-Songwriter
- David Lambert (Posaunist), US-amerikanischer Jazzposaunist und Musikpädagoge
- David Lambert (Drehbuchautor) (* 1974), belgischer Drehbuchautor und Regisseur
- David Lambert (Schauspieler) (* 1992), US-amerikanischer Schauspieler
- David L. Lambert (* 1939), britischer Astronom
- Denny Lambert (* 1970), kanadischer Eishockeyspieler und -trainer
- Donald Lambert (1904–1962), US-amerikanischer Jazzpianist

### E
- Eduard Lambert († 1896), namibischer traditioneller Führer
- Edward Howard Lambert (1915–2003), amerikanischer Arzt und Neurophysiologe
- Eleanor Lambert (1903–2003), US-amerikanische Journalistin
- Erwin Lambert (1909–1976), deutscher Maurer und Parteifunktionär (NSDAP)
- Eugène Lambert (1825–1900), französischer Maler
- Eve Lambert (* 1979), deutsche Schriftstellerin

### F
- Francis-Roland Lambert (1921–1997), US-amerikanischer römisch-katholischer Bischof von Port-Vila
- François-Michel Lambert (* 1966), französischer Politiker
- Frank Lambert (Erfinder) (1851–1937), französisch-US-amerikanischer Erfinder
- Frank Lambert (Ornithologe) (* 1958), britischer Ornithologe und Ökologe
- Frank L. Lambert (* 1918), US-amerikanischer Chemiker und Hochschullehrer
- Franz Lambert (* 1948), deutscher Organist und Komponist
- Franz Lambert von Avignon (1487–1530), französischer Theologe
- Friedrich Lambert (1869–nach 1945), deutscher Arzt und Parlamentarier (NSDAP)
- Fritz Lambert (eigentlich Luis Frederic Lambert; 1882–1952), sächsischer Hoffotograf und deutscher Psychotherapeut

### G
- Gabrielle Lambert (* 1993), kanadische Fußballtorhüterin
- Gavin Lambert (1924–2005), britisch-amerikanischer Schriftsteller und Drehbuchautor
- Geoffrey C. Lambert (* um 1950), pensionierter US-amerikanischer Generalmajor
- George Lambert (Maler) (1700–1763), englischer Landschaftsmaler
- George Lambert (Offizier) (1796–1869), britischer Admiral
- George Lambert (Sänger) (1900–1971), kanadischer Sänger und Musikpädagoge
- George Lambert (Cricketspieler) (1919–1991), englischer Cricketspieler
- George Lambert (Moderner Fünfkämpfer) (1928–2012), US-amerikanischer Moderner Fünfkämpfer
- George Washington Lambert (1873–1930), australischer Maler
- Gunther Lambert (1928–2015), deutscher Unternehmer, Designer und Einrichter
- Gustav Lambert (1866–1942), deutscher Porträtmaler
- Gustav Richard Lambert (1846–1907), Singapurer und deutscher Hoffotograf und Fotoatelierbesitzer

### H
- Hannes Lambert (* 1980), deutscher Sänger, Schauspieler und Sprecher
- Hans-Georg Lambert (1939–2015), deutscher Fußballspieler
- Heidi Lambert-Lang (1937–2023), deutsche Richterin
- Helmut Lambert (1904–1944?), deutscher SA-Brigadeführer und Regierungspräsident

### J
- Jack Lambert (Schauspieler, 1899) (1899–1976), britischer Schauspieler
- Jack Lambert (Fußballspieler, 1902) (1902–1940), englischer Fußballspieler
- Jack Lambert (Schauspieler, 1920) (1920–2002), US-amerikanischer Schauspieler
- Jack Lambert (Footballspieler) (* 1952), US-amerikanischer American-Football-Spieler
- Jack Lambert (Fußballspieler, 1999) (* 1999), englischer Fußballspieler
- Jean Lambert (* 1950), britische Politikerin (Green Party)
- Jean-François de Saint-Lambert (1716–1803), französischer Soldat, Dichter, Philosoph und Autor
- Jean-Nicolas Lambert (1708–1759 oder 1761), französischer Lauten- und Geigenbauer
- Jeannette Lambert (* 1965), kanadisch-niederländische Jazzsängerin
- Jérôme Lambert (* 1957), französischer Politiker
- Jerry Lambert (1940–2015), US-amerikanischer Jockey
- Joan Baptista Lambert i Caminal (1884–1945), katalanischer Musikpädagoge, Organist und Komponist
- Johann Lambert von Babo (1725–1799), deutscher Stadtschreiber
- Johann Heinrich Lambert (1728–1777), schweizerisch-deutscher Mathematiker und Philosoph
- Johann Karl Lambert (1671–1749), deutscher Musiker und Dirigent
- John Lambert (General, 1619) (1619–1684), englischer General und Politiker
- John Lambert (Politiker) (1746–1823), US-amerikanischer Politiker (New Jersey)
- John Lambert (General, 1772) (1772–1847), britischer General
- John William Lambert (1860–1952), US-amerikanischer Erfinder und Automobilpionier
- Jonathan Lambert (* 1973), französischer Schauspieler und Komiker
- José Lambert Filho (1929–2007), brasilianischer Geistlicher, Erzbischof von Sorocaba
- Joseph Lambert (* 1961), haitianischer Politiker und Staatspräsident
- Jürgen Lambert (1936–2024), deutscher Politiker (CDU)

### K
- Karin Lambert-Butenschön (* 1957), deutsche Journalistin
- Keith Lambert (* 1947), britischer Radrennfahrer
- Kent Lambert (* 1952), neuseeländischer Rugby-Union-Spieler
- Kevon Lambert (* 1997), jamaikanischer Fußballspieler
- Kurt Lambert (1908–1967), deutscher Maler
- Kylie Lambert (* 2004), belgische Leichtathletin

### L
- Lane Lambert (* 1964), kanadischer Eishockeyspieler und -trainer
- Léon Lambert (1928–1987), belgischer Bankier und Gründer der Groupe Bruxelles Lambert
- Léopold Lambert (1854–1935), französischer Spielautomatenbauer
- Lloyd Lambert (1928–1995), US-amerikanischer Bassist
- Lothar Lambert (* 1944), deutscher Regisseur
- Louis Lambert, Pseudonym von Patrick Gilmore (Komponist) (1829–1892), US-amerikanischer Militärkapellmeister und Komponist
- Louis Lambert (Conchologe) (1886–1957), französischer Pharmakologe und Conchologe
- Louis Eugène Lambert (1825–1900), französischer Maler
- Lucièn Lambert Sr. (1828/1829–1896), US-amerikanischer Komponist, siehe Charles Lucièn Lambert
- Lucien-Léon Guillaume Lambert (Lucien Lambert Jr.; 1858–1945), französischer Komponist und Pianist

### M
- Marcel Lambert (Architekt) (1847–1928), französischer Architekt
- Marcel Lambert (Fußballspieler) (1876–1901), französischer Fußballspieler
- Marcel Lambert (Politiker) (1919–2000), kanadischer Rechtsanwalt und Politiker
- Margot Lambert (* 1999), französische Badmintonspielerin
- Mark Lambert (Schwimmer), US-amerikanischer Schwimmer
- Mark Lambert (Schauspieler) (* 1952), US-amerikanischer Theater- und Filmschauspieler
- Mark Lambert (Rugbyspieler) (* 1985), britischer Rugbyspieler
- Marthe Lambert (* 1936), französische Weitspringerin, Hürdenläuferin und Fünfkämpferin
- Mary Lambert (* 1950), US-amerikanische Regisseurin
- Maurice Lambert (1901–1964), britischer Bildhauer
- Michael Lambert (Snowboarder) (* 1986), kanadischer Snowboarder
- Michael J. Lambert (* 1944), US-amerikanischer Psychologe und Hochschullehrer
- Michael R. K. Lambert (1941–2004), britischer Herpetologe und Ökologe
- Michel Lambert (1610–1696), französischer Komponist
- Michel Lambert (Schlagzeuger) (* 1959), kanadischer Jazzmusiker
- Mike Lambert (* 1974), US-amerikanischer Volleyball- und Beachvolleyballspieler
- Mieszko II. Lambert (990–1034), polnischer König
- Miranda Lambert (* 1983), US-amerikanische Country-Sängerin

### N
- Nathalie Lambert (* 1963), kanadische Shorttrackerin

### P
- Paul Lambert (Fahrsportler) (1876–??), belgischer Fahrsportler
- Paul Lambert (Autor) (1918–2004), Schweizer Dramatiker und Dokumentarfilmer
- Paul Lambert (Schauspieler) (1922–1997), US-amerikanischer Schauspieler
- Paul Lambert (* 1969), schottischer Fußballspieler und -trainer
- Paul Lambert (Spezialeffektkünstler), Spezialeffektkünstler
- Paula Lambert (Susanne Frömel; * 1974), deutsche Autorin und Kolumnistin
- Pee Wee Lambert (Darrell Lambert; 1924–1965), US-amerikanischer Country-Musiker und Mandolinist
- Percy E. Lambert (1881–1913), englischer Automobilpionier und -rennfahrer
- Peter Lambert (Rosenzüchter) (1859–1939), deutscher Rosenzüchter
- Peter Lambert (Filmeditor), US-amerikanischer Filmeditor
- Peter Lambert (Ruderer) (* 1986), südafrikanisch-britischer Ruderer
- Peter Lambert (Baseballspieler) (* 1997), US-amerikanischer Baseballspieler
- Phyllis Lambert (* 1927), kanadische Architektin
- Pierre Lambert (1920–2008), französischer Politiker (Trotzkist)

### R
- Raoul Lambert (* 1944), belgischer Fußballspieler
- Ray Lambert (1922–2009), walisischer Fußballspieler
- Raymond Lambert (1914–1997), Schweizer Bergsteiger
- Rickie Lambert (* 1982), englischer Fußballspieler
- Robert Hugues-Lambert (1908–1945), französischer Schauspieler und NS-Opfer

### S
- Sarah Lambert (* 1970), australische Schauspielerin, Drehbuchautorin und Produzentin
- Scott Lambert, Filmproduzent
- Stefan Lambert (* 1981), österreichischer Fußballspieler
- Stephanus Lambert (* 1975), namibischer Rugby-Union-Spieler
- Stephen Lambert (Medienmanager) (* 1959), britischer Medienmanager
- Stephen Lambert (Hockeyspieler) (* 1979), australischer Feldhockeyspieler
- Stephen D. Lambert (* 1960), britischer Althistoriker und Epigraphiker
- Steve Lambert (* 1976), US-amerikanischer Künstler

### T
- Thomas Lambert (* 1984), Schweizer Freestyle-Skier

### U
- Úrsula Lambert († 1860), kubanisch-haitianische Kaffeeplantagenmanagerin

### V
- Valérie Lambert (* 1988), kanadische Shorttrackerin

### W
- Walter Davis Lambert (1879–1968), US-amerikanischer Physiker, Mathematiker und Geodät
- Walther Lambert (1908–1987), deutscher Verkehrswissenschaftler
- Wilfred George Lambert (1926–2011), britischer Altorientalist und Archäologe

### Y
- Yumi Lambert (* 1995), belgisches Model
- Yvon Lambert (Galerist) (* 1936), französischer Galerist
- Yvon Lambert (Eishockeyspieler) (Yvon Pierre Lambert; * 1950), kanadischer Eishockeyspieler und -trainer
- Yvon Lambert (Fotograf) (* 1955), luxemburgischer Fotograf

## Künstlername
- Lambert (Musiker) (* 1982/1983), deutscher Pianist und Komponist